# Carlos Liscano
Carlos Liscano Fleitas, född 18 mars 1949 i Montevideo, död 25 maj 2023 i Montevideo, var en uruguayansk författare, dramatiker och journalist. Han var chef för Uruguays nationalbibliotek mellan mars 2010 och april 2015. Under diktaturen i Uruguay tillbringade han 13 år i fängelse som politisk fånge, och bodde därefter i Sverige fram till 1996.

## Biografi
I sin ungdom var han medlem i MLN-Tupamaros, en väpnad vänsterpolitisk stadsgerillarörelse som var verksam i Uruguay under tiden före militärdiktaturen. Han fängslades för sitt politiska engagemang och satt som politiskt fånge i Libertadfängelset perioden 1972–1985. Det var i fängelset som han började skriva och lade grunden för sin karriär som författare och journalist.
När den uruguayanska militärdiktaturen avvecklades år 1985, blev han frisläppt från fängelset, liksom hundratals andra fångar, och beslöt då att resa till Sverige, där han bodde och verkade fram till juni 1996. Efter detta återvände han till Uruguay och förblev sedan bosatt i Montevideo.
I Sverige arbetade han som städare på ett psykiatriskt sjukhus, lärare i spanska och matematik och som översättare från svenska till spanska. Därifrån började han redigera sina första berättelse- och poesiverk. Han publicerade berättelser, teater, poesi, journalistiska essäer samt en intervju med president Tabaré Vázquez. Han skrev och publicerade ett flertal läroböcker i spanska för svenskspråkiga.
När han återvände till sitt hemland arbetade han för tidningarna Brecha och El País Cultural. Han undervisade vid ORT Universitet i Uruguay samt arbetade för förlaget Trilce och genomförde litterära workshops. 2009 utsågs han till vice kulturminister av president Tabaré Vázquez. I mars 2010 utsågs Liscano av president José Mujica till chef för Uruguays nationalbibliotek. I april 2015 avskedades han från denna post efter en kontrovers med utbildnings- och kulturminister María Julia Muñoz. Under sin tid som nationalbibliotekets chef åstadkom han en viktig omvandling av institutionen i dess byggnadsmässiga och tekniska infrastruktur.
Liscano var även en av grundarna av Uruguays författarhus och agerade som dess första president.

## Författarskap
Liscano skrev noveller, romaner, reportage och debattböcker, och hans pjäser har spelats i Frankrike, Kanada, USA, Mexiko, Costa Rica, Colombia, Argentina, Spanien och Sverige. Hans verk har översatts till engelska, tyska, italienska, portugisiska, arabiska och franska.
Ett av Liscanos viktigaste verk var El furgón de los locos, som hör till de litterära skildringarna av fängelsetiden. Boken publicerades 2001 och han skildrade där, utifrån sina egna erfarenheter, den politiska fångenskapen, tortyren och misshandeln på militärkaserner och i fängelset. Bokens titel kan översättas till Galningarnas skåpbil, och syftar på den resa som de sista fångarna som släpptes ur fängelset gjorde natten till 14 mars 1985.

## Publicerade verk
Lista över Carlos Liscanos publicerade verk, sammanställd av Carina Blixen, María Carmen Gabarró och Mónica Cardoso, med hjälp av Ignacio Bajter.
- El método y otros juguetes carcelarios, Stockholm, Författares Bokmaskin, 1987.
- Memorias de la guerra reciente, Estocolmo, Salto Mortal/Författares Bokmaskin, 1988; Santiago de Chile, Editora Emisión, 1991; Montevideo, Trilce, 1993.
- Souvenirs de la guerre récente, översättning av Jean-Marie Saint-Lu, París, Belfond, 2007; París, 10/18, 2009.
- ¿Estará no más cargada de futuro?, Montevideo, Vintén Editor, 1989.
- Agua estancada y otras historias, Montevideo, Arca, 1990.
- La mansión del tirano, Montevideo, Arca, 1992; edición anotada por el autor, Montevideo, Argumento, 2011.
- «Uno no puede ir a trabajar después de una noche así» en Hombres de mucha monta. 23 narraciones eróticas de machos uruguayos. Montevideo, Arca, 1993.
- El camino a Ítaca, Montevideo, Cal y Canto, 1994 y 1997; Barcelona, Montesinos, 2000.
- La route d’Ithaque, översättning av Jean-Marie Saint-Lu, París, Belfond, 2005; París, 10/18, 2006.
- El charlatán, Montevideo, Cal y Canto, 1994.
- Pa gränsen. La vida al margen, tvåspråkig översättning av Lena Skogström, Stockholm, ABF, 1994.
- Miscellanea observata, Montevideo, Cal y Canto, 1995.
- Porträtt av ett par. Retrato de pareja, tvåspråkig översättning av Sven Dahlin, Stockholm, ABF, 1995.
- El Informante y otros relatos, Montevideo, Trilce, 1997.
- Le Rapporteur et autres récits, översättning av Jean-Marie Saint-Lu, París, 10/18, 2005.
- Ma famille en Cinq pièces d’Amérique latine, översättning av Françoise Thanas, Éditions Théâtrales, París, 1999.
- La meva familia; L’informant, översättning av Maria Carme Gabarró, Barcelona, AADPC, 2000.
- Ma famille, översättning av Françoise Thanas, París, Éditions Théâtrales, 2001.
- Changement du style, översättning av Françoise Thanas, Éditions du Théâtre, París, 1999.
- La subvention, översättning av Françoise Thanas, Éditions Terres de Jeux, Nº 1, Gare au Théâtre, París, 1999.
- Les nigauds en Petites pièces d’auteurs - 2, översättning av Françoise Thanas, Éditions Théâtrales, París, 2000.
- El lenguaje de la soledad, Montevideo, Cal y Canto, 2000.
- La ciudad de todos los vientos, Montevideo, Planeta, 2000.
- Teatro, Montevideo, Ediciones del caballo perdido, 2001 y 2008.
- El furgón de los locos, Montevideo, Planeta, 2001; Montevideo, Planeta [pocketutgåva], 2007.
- O furgão dos loucos, översättning av Hugo Adrian Martinez, São Paulo, Editora Garçoni, 2003.
- Truck of Fools, översättning av Elizabeth Hampsten, Nashville, Vanderbilt University Press, 2004.
- Le fourgon des fous, översättning av Jean-Marie Saint-Lu, París, Belfond, 2006; París, 10/18, 2008.
- El furgón de los locos [arabisk piratutgåva], okänd publiceringsort, 2011.
- El furgón de los locos [arabisk piratutgåva], okänd publiceringsort, 2011.
- La sinuosa senda, Montevideo, Ediciones del caballo perdido, 2002.
- Un hombre que trabaja y cumple con su deber en El diván, 25 autoconfesiones, Ediciones El Milagro, México, 2003.
- Conversaciones con Tabaré Vázquez, Montevideo, Ediciones del caballo perdido, 2003; Buenos Aires, Colihue, 2004.
- Ejercicio de impunidad. Sanguinetti y Batlle contra Gelman, Montevideo, Ediciones del caballo perdido, 2004;
- Ejercicio de impunidad: el caso Gelman, Buenos Aires, Distal, 2009.
- L’impunité des bourreaux, traducción de Françoise Thanas, París, Bourin Éditeur, 2007.
- Lengua curiosa, Montevideo, Ediciones del caballo perdido, 2003.
- Soy el tarumba les presento es al ñudo rempujar. Monólogo de mi socio Carlos Liscano, Montevideo, Ediciones del caballo perdido, 2003.
- Le rapporteur, översättning av Françoise Thanas, en Uruguay. Écritures dramatiques d’aujourd’hui, Editions Indigo, París, 2005.
- Nulla dies sine linea, Montevideo, Ediciones del caballo perdido, 2006.
- El escritor y el otro, Montevideo, Planeta, 2007.
- L’écrivain et l’autre, översättning av Jean-Marie Saint-Lu, París, Belfond, 2010; París, 10/18, 2010.
- Lo scrittore e l’altro, traducción de Gianfranco Pecchinenda, S. Angelo in Formis/Villa d’Agri, 2011.
- El escritor y el otro [på arabiska], Kalima Project for Translation/Abu Dhabi Authority for Culture and Heritage, Abu Dhabi, 2011.
- Juego de manos, Buenos Aires, Galería Riva Zucchelli, 2008.
- Manuscritos de la cárcel, redaktör Fatiha Idmhand, Montevideo, Ediciones del caballo perdido, 2010.
- La libreta negra, Montevideo, Ediciones del caballo perdido, 2011.
- Le lecteur inconstant suivi de Vie du corbeau blanc, París, Belfond, 2011. Översättning av Jean-Marie Saint-Lu y Martine Breuer.
- Oficio de ventriloquia 1. Relatos 1981-2011, Montevideo, Planeta, 2011.
- Oficio de ventriloquia 2. Relatos 1981-2011, Montevideo, Planeta, 2011.
- "Carlos Liscano. Ficções do eu ficções do outro" coordinado por Liliana Reales y Roberto Ferro, Florianópolis, Editorial: Cultura e Barbárie, 2013.
- Libreta de Cuero, Montevideo, Ediciones del caballo perdido, 2014.
- Viaje a la Noche, Montevideo, Editorial Yaugurú, 2014.
- El Tarumba en viva el pollo, Montevideo, Editorial Yaugurú, 2014.
- Escritor Indolente, Montevideo, Irrupciones Grupo Editor, 2014.
- Vida del cuervo blanco, Montevideo, Planeta, 2015.
- Apuntes de la cárcel, Montevideo, Ediciones del caballo perdido, 2016.
- El escritor y el otro, Montevideo, Planeta, Edición de bolsillo, 2016.
- Los orígenes, Montevideo, Fin de Siglo, 2019.
- Teatro. La mia famiglia- Cambio di stile- Problemi della signora Macbeth- L'uomo del fucile, Palermo- Italia, Edizzioni della Assenza, 2022.
- Il lettore erratico- L'informatore, Palermo-Italia, Edizzioni della Assenza, 2022.
- Verso Itaca, Palermo-Italia, Edizzioni della SAssenza, 2022.
- Cuba, de eso mejor ni hablar, Montevideo, Fin de Siglo, 2022.
- La impunidad y su relato. El caso Mariana Mota, Montevideo, Planeta, 2022, medförfattad av Mónica Cardoso
- 74 Cuerpo enfermo, Montevideo, Ediciones del Caballo Perdido, 2023.
- Esperando a los tártaros, Montevideo, Fin de Siglo, 2023.

### Översättningar
- Ditt ögonblick på jorden, av Vilhem Moberg. Montevideo, Cal y Canto, 1995.
- Swedenborg, utforskare av natur och ande. Hans arbete och hans anhängare, av Inge Jonsson och Olle Hjern. Spanien, Qüásyeditorial, 1996.
- Fadern; Fröken Julie; Borgenärer, av August Strindberg. Buenos Aires, Losada, 2007.
- Fadern och fröken Julie, av August Strindberg. Buenos Aires, Losada, 2011.
- Den starkaste i Paria; Simoom; Den starkaste; Debet och kredit; Den första notisen; Före döden; Moders kärlek; Länken; Lek med elden; Brott och brott, av August Strindberg. Buenos Aires, Losada, 2011.